# Oskar Simon (Politiker)
Oskar Simon (* 12. Dezember 1894 in Zweibrücken; † 11. September 1962 in Pirmasens) war ein deutscher Lehrer und Politiker (Bayerische Volkspartei, CDU).

## Leben
Simon, der katholischer Konfession war, besuchte die Volksschule und das humanistische Gymnasium Zweibrücken. Von 1913 bis 1914 studierte er in Straßburg. Zwischen 1914 und 1918 war er Soldat im Ersten Weltkrieg (zuletzt als Vizewachtmeister d. Res.). 1919–1922 setzte er sein Studium in Bonn und Erlangen fort und legte 1923 die Prüfung für den Unterricht in Mathematik und Physik ab. Danach war er Studienassessor an der Realschule Pirmasens und ab 1930 Studienrat am Gymnasium Pirmasens. Nach der Machtergreifung der Nationalsozialisten wurde er 1933 in „Schutzhaft“ genommen. Von 1939 bis 1940 leistete er erneut Kriegsdienst (letzte Rang war Oberfeldwebel). 1940 wurde er kurzzeitig Studienrat an der Oberschule für Jungen in Würzburg, wurde aber im gleichen Jahr an das altsprachliche Gymnasium Pirmasens zurückversetzt. Dort wurde er 1952 Oberstudienrat.

## Politik
Vor 1933 war er Mitglied der Bayerischen Volkspartei und Vorsitzender der Bayerischen Volkspartei in Pirmasens. In der Zeit des Nationalsozialismus war er parteilos. Er war 1936–1944 Mitglied des Nationalsozialistischen Lehrerbundes.
1945 wurde er Mitglied des Säuberungsausschusses Pirmasens. Parteipolitisch wurde er Vorsitzender der CDU-Ortsgruppe Pirmasens. 1946 war er Mitglied der Kreisversammlung Pirmasens und Mitglied der Beratenden Landesversammlung. In dieser war er Mitglied Ältestenrat. Am 7. Mai 1947 erfolgte die Entscheidung der ZSK Neustadt: Belassung im Dienst.